# Carmen Roth
Carmen Roth (* 2. Januar 1979 in Pirmasens) ist eine deutsche Fußballtrainerin und ehemalige Fußballspielerin, die – als Spielerin – zuletzt für den FC Bayern München in der Bundesliga aktiv war. Von 2017 bis 2019 war sie als Trainerin des SV Werder Bremen tätig.

## Karriere

### Spielerin
Über den Vater zum Fußball gelangt, gehörte sie ab der Saison 1997/98 dem Profikader des TuS Niederkirchen an und debütierte in der Bundesliga am 26. April 1998 (18. Spieltag) bei der 0:2-Niederlage im Heimspiel gegen den SC Klinge Seckach. Ihr erstes Ligator (zum 1:0) erzielte sie in der Folgesaison, am 22. November 1998 (11. Spieltag), beim 3:1-Heimsieg über den SC Freiburg. In den letzten beiden Spielen für den Verein verwandelte sie jeweils einen Strafstoß. Mit dem Abstieg in die Regionalliga Südwest verließ sie den Verein.
Vom 11. März 2001 bis 16. April 2002 spielte sie 20 Mal für den Ligakonkurrenten SC 07 Bad Neuenahr, kehrte nach nur einer Saison nach Niederkirchen (inzwischen in die Bundesliga aufgestiegen) zurück, den sie ebenfalls nach nur sechs torlosen Einsätzen (22. September 2002 bis 15. Juni 2003) verließ.
Mit dem Wechsel zum FC Bayern München begann ihre längste Zeit bei einem Verein; sie absolvierte vom 24. August 2003 bis 9. Mai 2010 97 Ligaspiele und erzielte per Strafstoß (am 7. November 2004, beim 1:3-Auswärtssieg über den FSV Frankfurt) ihr einziges Tor für die Bayern.

### Trainerin
Nach ihrer aktiven Fußballer-Karriere trat sie im Juli 2010 ihre erste Co-Trainer-Anstellung beim FFC Wacker München an, die sie bis Dezember 2010 wahrnahm. Anschließend war sie bei den B-Juniorinnen des FC Bayern München als Co-Trainerin unter Roswitha Bindl tätig. 2014 führte sie die Mannschaft als Cheftrainerin zur Meisterschaft. Diesen Erfolg wiederholte sie mit ihrer Mannschaft 2017. Nach 10 Jahren, in verschiedenen Trainerpositionen im Nachwuchs-Bereich des FC Bayern München, wurde Roth am 26. Juni 2017 als Cheftrainerin von Werder Bremen vorgestellt. Im Februar 2019 gab der Verein bekannt, dass Roth ihr Engagement zum Ende der Saison auf eigenen Wunsch beenden werde, um fortan wieder hauptberuflich ihrer Stelle bei einer Münchener Versicherung nachzugehen.